# Кубня
Кубня́ (чув. Кĕтне, тат. Гөбенә) — река в России, протекающая по территории Чувашии и Татарстана, левый приток реки Свияги.
Длина реки — 176 км (из них 121 км в пределах Республики Татарстан), площадь водосборного бассейна — 2480 км².

## Характеристика
Начало берёт в Ибресинском районе Чувашии, высота истока 200 м. Протекает по северной окраине Приволжской возвышенности.
Лесистость водосбора 35 %. Водосбор реки представляет собой волнистую равнину. Имеет 50 притоков. Густота речной сети 0,48 км/км².
Долина в верховье слабо выражена, к устью её ширина достигает 3—4 км. Поверхность поймы в верхнем и среднем течении ровная, в нижнем течении местами пересечена промоинами, покрыта луговой и кустарниковой растительностью, имеются старичные озёра. Берега крутые, местами обрывистые.
Питание смешанное, с преобладанием снегового. Модуль подземного питания 0,51—1 л/с км². Наблюдения за режимом реки ведутся у села Чутеево и посёлка Александровка. Средние годовые колебания уровня воды у села Чутеево 3,7 м (макс. 4,3 м).
Средний многолетний слой годового стока в бассейне 92 мм, слой стока половодья 74 мм. Весеннее половодье начинается обычно в конце марта — начале апреля. Замерзает во второй половине ноября — декабре, вскрывается в апреле. Отдельные участки реки, где имеются выходы подземных вод, не покрываются льдом в течение всей зимы. Средний многолетний меженный расход воды в устье 1,5 м³/с. Максимальный расход 420 м³/с.
Вода мягкая (1,5—3 мг-экв/л) весной и умеренно жёсткая (3—6 мг-экв/л) зимой и летом. Общая минерализация 200—300 мг/л весной и 400—500 мг/л зимой и летом.
Притоки (от устья, в скобках указана длина притоков в км) 
- 27 км пр: Шеланда (руч.) (14)
- 35 км лв: Сугутка (Сугут) (35)
- 59 км лв: Аль (30)
- 64 км лв: Ута (43)
- 84 км лв: Инеш (руч. Калмаксар, руч. Иниш) (14)
- 101 км лв: Урюм (44)
- 118 км лв: Кошелейка (13)
- 127 км пр: Хундурла (14)
- 129 км пр: река без названия, у села Малые Кошелеи (18)
- 134 км пр: Малая Кубня (15)
- 137 км лв: река без названия, против села Корезино (10)
- 139 км лв: Хома (Хорна) (30)
- 148 км лв: река без названия, ниже посёлка Первомайск (11)

## Данные водного реестра
По данным государственного водного реестра России относится к Верхневолжскому бассейновому округу, водохозяйственный участок реки — Свияга от села Альшеево и до устья, речной подбассейн реки — Волга от впадения Оки до Куйбышевского водохранилища (без бассейна Суры). Речной бассейн реки — (Верхняя) Волга до Куйбышевского водохранилища (без бассейна Оки).
Код объекта в государственном водном реестре — 08010400612112100002898.

## Местность
По реке Кубне можно выйти в низовье Свияги. Долина Кубни широкая, в пойме много стариц, течение медленное, по берегам в верховье и среднем течении, особенно по левому берегу, встречается лес. Протяжённость участков маршрута: Комсомольское — Чутеево — 16 км, Чутеево — станция Кубня — 60 км, станция Кубня — устье — 4 км. Путешествие по Кубне можно начать от села Комсомольского или села Чутеево, куда проехать от станции Канаш (линия Алатырь — Зеленодольск). Привалы в среднем течении делаются на левом берегу; в низовье удобных мест для привалов мало, лес только против села Кичкеево. От устья Кубни путешествие может быть продолжено по Свияге. На левом берегу есть посёлок Кубня, а справа железнодорожная платформа Шушерма.